# Danh sách cầu thủ tham dự Cúp bóng đá châu Á 2000
Đây là các đội hình tham dự Cúp bóng đá châu Á 2000 diễn ra ở Liban từ 12 đến 29 tháng 10 năm 2000.

## Bảng A

### Iran
Huấn luyện viên:  Jalal Talebi
| Số | Vt | Cầu thủ               | Ngày sinh (tuổi)            | Số trận | Câu lạc bộ           |
| -- | -- | --------------------- | --------------------------- | ------- | -------------------- |
| 1  | TM | Mehdi Vaezi           | 19 tháng 1, 1975 (25 tuổi)  |         | Bahman               |
| 2  | TV | Mehdi Mahdavikia      | 24 tháng 7, 1977 (23 tuổi)  |         | Hamburger SV         |
| 3  | HV | Mehdi Hasheminasab    | 27 tháng 1, 1973 (27 tuổi)  |         | Esteghlal            |
| 5  | HV | Sohrab Bakhtiarizadeh | 11 tháng 9, 1974 (26 tuổi)  |         | Erzurumspor          |
| 6  | TV | Karim Bagheri         | 24 tháng 2, 1974 (26 tuổi)  |         | Charlton Athletic    |
| 7  | TV | Hamed Kavianpour      | 1 tháng 12, 1978 (21 tuổi)  |         | Persepolis           |
| 8  | TV | Sattar Hamedani       | 6 tháng 6, 1974 (26 tuổi)   |         | Esteghlal            |
| 9  | TV | Hamid Reza Estili     | 1 tháng 4, 1967 (33 tuổi)   |         | Persepolis           |
| 10 | TĐ | Ali Daei (c)          | 21 tháng 3, 1969 (31 tuổi)  |         | Hertha BSC Berlin    |
| 11 | TĐ | Khodadad Azizi        | 22 tháng 6, 1971 (29 tuổi)  |         | San Jose Earthquakes |
| 12 | TM | Parviz Broumand       | 11 tháng 9, 1972 (28 tuổi)  |         | Esteghlal            |
| 13 | TV | Davoud Seyed Abbasi   | 20 tháng 2, 1977 (23 tuổi)  |         | Moghavemat Sepasi    |
| 14 | TV | Mohammad Navazi       | 5 tháng 9, 1974 (26 tuổi)   |         | Esteghlal            |
| 15 | TV | Esmail Halali         | 13 tháng 8, 1973 (27 tuổi)  |         | Persepolis           |
| 16 | TĐ | Vahid Hashemian       | 21 tháng 7, 1976 (24 tuổi)  |         | Hamburger SV         |
| 17 | TV | Alireza Emamifar      | 16 tháng 9, 1974 (26 tuổi)  |         | Persepolis           |
| 18 | TV | Dariush Yazdani       | 6 tháng 6, 1977 (23 tuổi)   |         | Esteghlal            |
| 19 | TV | Ali Karimi            | 8 tháng 11, 1978 (21 tuổi)  |         | Persepolis           |
| 20 | HV | Behrouz Rahbarifar    | 17 tháng 7, 1971 (29 tuổi)  |         | Persepolis           |
| 22 | TM | Davoud Fanaei         | 19 tháng 2, 1976 (24 tuổi)  |         | Persepolis           |
| 25 | TV | Mehrdad Minavand      | 30 tháng 11, 1975 (24 tuổi) |         | Sturm Graz           |
| 28 | HV | Mohammad Reza Mahdavi | 17 tháng 12, 1972 (27 tuổi) |         | Esteghlal            |

### Iraq
Huấn luyện viên:  Milan Živadinović
| Số | Vt | Cầu thủ                 | Ngày sinh (tuổi)            | Số trận | Câu lạc bộ        |
| -- | -- | ----------------------- | --------------------------- | ------- | ----------------- |
| 1  | TM | Hashim Khamis           | 1 tháng 7, 1966 (34 tuổi)   |         | Al-Quwa Al-Jawiya |
| 2  | HV | Haidar Mahmoud          | 19 tháng 9, 1973 (27 tuổi)  |         | Al-Zawra'a        |
| 3  | HV | Sadiq Saadoun           | 12 tháng 6, 1972 (28 tuổi)  |         | Talaba            |
| 4  | HV | Abdul-Jabar Hashim      | 1 tháng 7, 1970 (30 tuổi)   |         | Al-Quwa Al-Jawiya |
| 5  | HV | Hamza Hadi              | 20 tháng 11, 1969 (30 tuổi) |         | Al-Quwa Al-Jawiya |
| 6  | HV | Ziyad Tariq             | 2 tháng 8, 1977 (23 tuổi)   |         | Al-Shorta         |
| 7  | TV | Adnan Mohammad          | 1 tháng 7, 1972 (28 tuổi)   |         | Shabab Al-Sahel   |
| 8  | TĐ | Husham Mohammed         | 10 tháng 5, 1974 (26 tuổi)  |         | Al-Zawra'a        |
| 9  | TĐ | Ahmed Abdul-Jabar       | 8 tháng 1, 1978 (22 tuổi)   |         | Al-Zawra'a        |
| 10 | TV | Abbas Obeid             | 10 tháng 12, 1973 (26 tuổi) |         | Pohang Steelers   |
| 11 | TĐ | Sabah Jeayer            | 30 tháng 11, 1969 (30 tuổi) |         | Talaba            |
| 12 | TM | Emad Hashim             | 10 tháng 2, 1969 (31 tuổi)  |         | Al-Shorta         |
| 13 | TV | Abbas Rahim             | 1 tháng 1, 1979 (21 tuổi)   |         | Al-Zawra'a        |
| 14 | TV | Essam Hamad             | 1 tháng 7, 1973 (27 tuổi)   |         | Al-Zawra'a        |
| 15 | TĐ | Qahtan Chathir          | 20 tháng 7, 1973 (27 tuổi)  |         | Al-Karkh          |
| 16 | HV | Haidar Obeid            | 2 tháng 4, 1979 (21 tuổi)   |         | Al-Karkh          |
| 17 | TV | Ahmed Hussein           |                             |         | Al-Zawra'a        |
| 18 | HV | Ahmed Kadhim            | 1 tháng 7, 1976 (24 tuổi)   |         | Al-Zawra'a        |
| 20 | TĐ | Hussam Fawzi            | 3 tháng 9, 1974 (26 tuổi)   |         | Dubai             |
| 21 | TM | Amer Abdul-Wahab        | 17 tháng 4, 1969 (31 tuổi)  |         | Al-Zawra'a        |
| 22 | HV | Mahir Habib             | 19 tháng 6, 1977 (23 tuổi)  |         | Al-Shorta         |
| 25 | TV | Abdul-Wahab Abu Al-Hail | 21 tháng 12, 1976 (23 tuổi) |         | Al-Ahli Saida     |

### Liban
Huấn luyện viên:  Josip Skoblar
| Số | Vt | Cầu thủ             | Ngày sinh (tuổi)            | Số trận | Câu lạc bộ            |
| -- | -- | ------------------- | --------------------------- | ------- | --------------------- |
| 1  | TM | Ali Fakih           | 12 tháng 4, 1967 (33 tuổi)  |         | Hekmeh                |
| 2  | TV | Korken Yenkibarian  | 10 tháng 3, 1964 (36 tuổi)  |         | Homenmen Beirut       |
| 3  | HV | Youssef Mohamad     | 1 tháng 7, 1980 (20 tuổi)   |         | Safa                  |
| 4  | TV | Jadir               | 29 tháng 5, 1974 (26 tuổi)  |         | Al-Ansar              |
| 5  | HV | Ahmad Al-Naamani    | 12 tháng 10, 1979 (21 tuổi) |         | Safa                  |
| 6  | TV | Jamal Taha          | 23 tháng 11, 1966 (33 tuổi) |         | Al-Ansar              |
| 7  | HV | Abbas Chahrour      | 1 tháng 1, 1972 (28 tuổi)   |         | Nejmeh                |
| 8  | TĐ | Fouad Hijazi        | 27 tháng 6, 1973 (27 tuổi)  |         | Hekmeh                |
| 9  | TĐ | Haitham Zein        | 1 tháng 6, 1979 (21 tuổi)   |         | Tadamon Sour          |
| 10 | TV | Moussa Hojeij       | 8 tháng 6, 1974 (26 tuổi)   |         | Nejmeh                |
| 11 | TĐ | Newton              | 24 tháng 7, 1976 (24 tuổi)  |         | Al-Ansar              |
| 12 | TĐ | Gilberto dos Santos | 27 tháng 8, 1975 (25 tuổi)  |         | Al-Akhaa Al-Ahli Aley |
| 13 | HV | Marcílio            | 5 tháng 11, 1976 (23 tuổi)  |         | Al-Akhaa Al-Ahli Aley |
| 14 | TĐ | Wartan Ghazarian    | 10 tháng 1, 1969 (31 tuổi)  |         | Hekmeh                |
| 15 | TV | Luís Fernandez      | 3 tháng 1, 1971 (29 tuổi)   |         | Shabab Al-Sahel       |
| 17 | TĐ | Faisal Antar        | 20 tháng 12, 1978 (21 tuổi) |         | Tadamon Sour          |
| 18 | HV | Mohamed Halawi      | 5 tháng 4, 1977 (23 tuổi)   |         | Nejmeh                |
| 19 | TV | Michael Reda        | 30 tháng 12, 1972 (27 tuổi) |         | Melbourne Knights     |
| 20 | TV | Roda Antar          | 12 tháng 9, 1980 (20 tuổi)  |         | Tadamon Sour          |
| 21 | TM | Wahid El Fattal     | 6 tháng 1, 1978 (22 tuổi)   |         | Nejmeh                |
| 22 | TM | Ahmed Sakr          | 7 tháng 4, 1970 (30 tuổi)   |         | Homenmen Beirut       |
| 23 | TV | Nasrat Al Jamal     | 1 tháng 7, 1980 (20 tuổi)   |         | Tadamon Sour          |

### Thái Lan
Huấn luyện viên:  Peter Withe
| Số | Vt | Cầu thủ                      | Ngày sinh (tuổi)            | Số trận | Câu lạc bộ                 |
| -- | -- | ---------------------------- | --------------------------- | ------- | -------------------------- |
| 1  | TM | Wirat Wangchan               | 16 tháng 3, 1975 (25 tuổi)  |         | Sinthana                   |
| 2  | HV | Tanongsak Prajakkata         | 25 tháng 6, 1976 (24 tuổi)  |         | BEC Tero Sasana            |
| 3  | HV | Niweat Siriwong              | 18 tháng 7, 1977 (23 tuổi)  |         | Gombak United              |
| 5  | HV | Choketawee Promrut           | 16 tháng 3, 1975 (25 tuổi)  |         | Thai Farmers Bank          |
| 6  | TV | Anurak Srikerd               | 15 tháng 1, 1975 (25 tuổi)  |         | BEC Tero Sasana            |
| 7  | HV | Chukiat Noosarung            | 25 tháng 6, 1971 (29 tuổi)  |         | Raj Pracha-Nonthaburi      |
| 8  | TV | Therdsak Chaiman             | 29 tháng 9, 1973 (27 tuổi)  |         | BEC Tero Sasana            |
| 10 | TV | Tawan Sripan                 | 13 tháng 12, 1971 (28 tuổi) |         | Sembawang Rangers          |
| 11 | TV | Thawatchai Damrong-Ongtrakul | 25 tháng 6, 1974 (26 tuổi)  |         | Sembawang Rangers          |
| 12 | TV | Surachai Jaturapattarapong   | 20 tháng 11, 1969 (30 tuổi) |         | Stock Exchange of Thái Lan |
| 14 | TĐ | Worrawoot Srimaka            | 8 tháng 12, 1971 (28 tuổi)  |         | BEC Tero Sasana            |
| 15 | HV | Witthaya Nabthong            |                             |         |                            |
| 16 | HV | Surachai Jirasirichote       | 22 tháng 4, 1970 (30 tuổi)  |         | Sinthana Bangkok           |
| 17 | HV | Dusit Chalermsan             | 22 tháng 4, 1970 (30 tuổi)  |         | BEC Tero Sasana            |
| 18 | TM | Pansa Meesatham              | 26 tháng 8, 1974 (26 tuổi)  |         | BEC Tero Sasana            |
| 19 | TĐ | Pipat Thonkanya              | 4 tháng 1, 1979 (21 tuổi)   |         | UCOM Rajapacha             |
| 20 | TĐ | Seksan Piturat               | 2 tháng 1, 1976 (24 tuổi)   |         | BEC Tero Sasana            |
| 22 | TM | Kittisak Rawangpa            | 3 tháng 1, 1976 (24 tuổi)   |         | Sinthana Bangkok           |
| 23 | TĐ | Sutee Suksomkit              | 5 tháng 6, 1980 (20 tuổi)   |         | Thai Farmers Bank          |
| 24 | HV | Thanunchai Baribarn          | 3 tháng 10, 1972 (28 tuổi)  |         | Sinthana Bangkok           |
| 25 | HV | Panupong Chimpook            |                             |         |                            |

## Bảng B

### Trung Quốc
Huấn luyện viên:  Bora Milutinović
| Số | Vt | Cầu thủ       | Ngày sinh (tuổi)            | Số trận | Câu lạc bộ              |
| -- | -- | ------------- | --------------------------- | ------- | ----------------------- |
| 1  | TM | Ou Chuliang   | 26 tháng 8, 1968 (32 tuổi)  | 18      | Yunnan Hongta           |
| 2  | HV | Zhang Enhua   | 28 tháng 4, 1973 (27 tuổi)  | 52      | Dalian Shide            |
| 4  | HV | Wu Chengying  | 21 tháng 4, 1975 (25 tuổi)  | 18      | Shanghai Shenhua        |
| 5  | HV | Fan Zhiyi     | 6 tháng 11, 1969 (30 tuổi)  | 80      | Crystal Palace F.C.     |
| 6  | TV | Li Ming       | 26 tháng 1, 1971 (29 tuổi)  | 54      | Dalian Shide            |
| 8  | TĐ | Li Tie        | 18 tháng 9, 1977 (23 tuổi)  | 44      | Liaoning Fushun Tegang  |
| 9  | TV | Ma Mingyu (c) | 4 tháng 2, 1970 (30 tuổi)   | 58      | Perugia                 |
| 10 | TĐ | Su Maozhen    | 30 tháng 7, 1972 (28 tuổi)  | 32      | Shandong Luneng         |
| 11 | TĐ | Xie Hui       | 14 tháng 2, 1975 (25 tuổi)  | 3       | Alemannia Aachen        |
| 12 | TĐ | Qu Shengqing  | 5 tháng 6, 1975 (25 tuổi)   | 8       | Liaoning Fushun Tegang  |
| 13 | HV | Chen Gang     | 9 tháng 3, 1972 (28 tuổi)   | 6       | Qingdao Hainiu          |
| 14 | HV | Li Weifeng    | 1 tháng 12, 1978 (21 tuổi)  | 20      | Shenzhen Ping'an Kejian |
| 15 | TV | Shen Si       | 1 tháng 5, 1973 (27 tuổi)   | 18      | Shanghai Shenhua        |
| 16 | TV | Xu Yang       | 6 tháng 6, 1974 (26 tuổi)   | 5       | Beijing Guoan           |
| 18 | TV | Li Xiaopeng   | 20 tháng 6, 1975 (25 tuổi)  | 2       | Shandong Luneng Taishan |
| 19 | TV | Qi Hong       | 3 tháng 6, 1976 (24 tuổi)   | 11      | Shanghai Shenhua        |
| 20 | TĐ | Yang Chen     | 17 tháng 1, 1974 (26 tuổi)  | 12      | Eintracht Frankfurt     |
| 21 | HV | Xu Yunlong    | 17 tháng 2, 1979 (21 tuổi)  | 5       | Beijing Guoan           |
| 22 | TM | Jiang Jin     | 17 tháng 10, 1968 (31 tuổi) | 23      | Tianjin Teda Dingxin    |
| 23 | TM | Fu Bin        | 6 tháng 5, 1969 (31 tuổi)   | 2       | Chongqing Longxin       |
| 27 | TV | Shao Jiayi    | 10 tháng 4, 1980 (20 tuổi)  | 1       | Beijing Guoan           |
| 29 | TV | Huang Yong    | 26 tháng 5, 1978 (22 tuổi)  | 15      | Bayi Football Team      |

### Indonesia
Huấn luyện viên:  Nandar Iskandar
| Số | Vt | Cầu thủ                   | Ngày sinh (tuổi)            | Số trận | Câu lạc bộ           |
| -- | -- | ------------------------- | --------------------------- | ------- | -------------------- |
| 1  | TM | Hendro Kartiko            | 24 tháng 4, 1973 (27 tuổi)  |         | PSM Makassar         |
| 3  | HV | Aji Santoso               | 6 tháng 4, 1970 (30 tuổi)   |         | PSM Makassar         |
| 4  | HV | Ismed Sofyan              | 28 tháng 8, 1979 (21 tuổi)  |         | Persiraja Banda Aceh |
| 5  | HV | Bejo Sugiantoro           | 2 tháng 4, 1977 (23 tuổi)   |         | Persebaya Surabaya   |
| 6  | HV | Eko Pujiantoro            | 1 tháng 2, 1976 (24 tuổi)   |         | Pelita Jaya          |
| 8  | TV | Matheus Seto Nurdiyantoro | 14 tháng 4, 1974 (26 tuổi)  |         | Pelita Jaya          |
| 9  | TV | Uston Nawawi              | 6 tháng 9, 1977 (23 tuổi)   |         | Persebaya Surabaya   |
| 10 | TĐ | Kurniawan Dwi Yulianto    | 3 tháng 7, 1976 (24 tuổi)   |         | PSM Makassar         |
| 11 | TV | Bima Sakti                | 23 tháng 1, 1976 (24 tuổi)  |         | PSM Makassar         |
| 12 | TV | Eduard Ivakdalam          | 19 tháng 12, 1974 (25 tuổi) |         | Persipura Jayapura   |
| 13 | TM | I Komang Putra Adnyana    | 5 tháng 6, 1972 (28 tuổi)   |         | PSIS Semarang        |
| 14 | HV | Djet Donald La'ala        | 13 tháng 12, 1971 (28 tuổi) |         | PKT Bontang          |
| 15 | TV | Yaris Riyadi              | 21 tháng 1, 1973 (27 tuổi)  |         | Persib Bandung       |
| 16 | TV | Imran Nahumaruri          | 12 tháng 11, 1978 (21 tuổi) |         | Persita Tangerang    |
| 17 | TV | I Pute Gede Santosa       | 1 tháng 12, 1973 (26 tuổi)  |         | Arema Malang         |
| 18 | HV | Ardi Warsidi              | 22 tháng 8, 1979 (21 tuổi)  |         | Persita Tangerang    |
| 19 | HV | Nur'Alim                  | 27 tháng 12, 1973 (26 tuổi) |         | Persija Jakarta      |
| 20 | TĐ | Bambang Pamungkas         | 10 tháng 6, 1980 (20 tuổi)  |         | Persija Jakarta      |
| 21 | TĐ | Rochy Putiray             | 26 tháng 6, 1970 (30 tuổi)  |         | Instant-Dict         |
| 22 | TĐ | Gendut Doni Christiawan   | 7 tháng 12, 1978 (21 tuổi)  |         | Sriwijaya            |
| 23 | HV | Slamet Riyadi             | 15 tháng 11, 1981 (18 tuổi) |         | PSMS Medan           |
| 30 | TM | Sahari Gultom             | 6 tháng 11, 1978 (21 tuổi)  |         | PSMS Medan           |

### Kuwait
Huấn luyện viên:  Dušan Uhrin
| Số | Vt | Cầu thủ            | Ngày sinh (tuổi)            | Số trận | Câu lạc bộ |
| -- | -- | ------------------ | --------------------------- | ------- | ---------- |
| 1  | TM | Shebab Kankune     | 28 tháng 4, 1981 (19 tuổi)  |         | Kazma      |
| 2  | HV | Osama Hussain      | 11 tháng 8, 1970 (30 tuổi)  |         | Al-Arabi   |
| 3  | HV | Jamal Mubarak      | 21 tháng 3, 1974 (26 tuổi)  |         | Tadamon    |
| 4  | TV | Ali Asel           | 28 tháng 9, 1976 (24 tuổi)  |         | Al-Salmiya |
| 5  | HV | Nouhair Al Shemari | 12 tháng 7, 1976 (24 tuổi)  |         | Qadsia     |
| 6  | HV | Husain Al-Khodari  | 7 tháng 2, 1972 (28 tuổi)   |         | Al-Salmiya |
| 7  | TV | Bader Al Halabeej  | 19 tháng 12, 1967 (32 tuổi) |         | Kazma      |
| 8  | TĐ | Saleh Al-Buraiki   | 27 tháng 2, 1977 (23 tuổi)  |         | Al-Salmiya |
| 9  | TĐ | Bashar Abdullah    | 12 tháng 10, 1977 (23 tuổi) |         | Al-Salmiya |
| 10 | TV | Naser Al Sohi      | 24 tháng 8, 1974 (26 tuổi)  |         | Tadamon    |
| 11 | TV | Abdullah Wabran    | 7 tháng 2, 1971 (29 tuổi)   |         | Tadamon    |
| 12 | HV | Falah Farhan       |                             |         |            |
| 13 | TV | Ahmad Al-Mutairi   | 13 tháng 2, 1974 (26 tuổi)  |         | Kazma      |
| 14 | TĐ | Khalaf Al-Mutairi  | 25 tháng 7, 1979 (21 tuổi)  |         | Al Jahra   |
| 15 | TĐ | Salma Hadi         |                             |         |            |
| 16 | TV | Naser Al-Omran     | 14 tháng 1, 1977 (23 tuổi)  |         | Kazma      |
| 17 | HV | Esam Sekin         | 2 tháng 7, 1971 (29 tuổi)   |         | Kazma      |
| 18 | TĐ | Ahmed Musa Mirza   | 30 tháng 10, 1976 (23 tuổi) |         | Al-Arabi   |
| 19 | TĐ | Faraj Laheeb Saied | 3 tháng 10, 1978 (22 tuổi)  |         | Al Kuwait  |
| 20 | TĐ | Jassem Al Houwaidi | 28 tháng 10, 1972 (27 tuổi) |         | Al-Salmiya |
| 21 | TM | Falah Al Majidi    | 13 tháng 11, 1970 (29 tuổi) |         | Kazma      |
| 22 | TM | Ahmed Jasem        | 29 tháng 5, 1975 (25 tuổi)  |         | Al-Arabi   |

### Hàn Quốc
Huấn luyện viên:  Huh Jung-moo
| Số | Vt | Cầu thủ           | Ngày sinh (tuổi)            | Số trận | Câu lạc bộ              |
| -- | -- | ----------------- | --------------------------- | ------- | ----------------------- |
| 1  | TM | Lee Woon-Jae      | 26 tháng 4, 1973 (27 tuổi)  | 9       | Suwon Samsung Bluewings |
| 2  | HV | Kang Chul         | 2 tháng 11, 1971 (28 tuổi)  | 44      | Bucheon SK              |
| 3  | HV | Ha Seok-Ju        | 20 tháng 2, 1968 (32 tuổi)  | 88      | Vissel Kobe             |
| 4  | TV | Park Jin-sub      | 11 tháng 3, 1977 (23 tuổi)  | 23      | Suwon Samsung Bluewings |
| 5  | HV | Lee Lim-Saeng     | 18 tháng 11, 1971 (28 tuổi) | 24      | Bucheon SK              |
| 6  | TV | Yoo Sang-Chul     | 6 tháng 10, 1971 (29 tuổi)  | 76      | Yokohama F. Marinos     |
| 7  | HV | Kim Tae-Young     | 8 tháng 11, 1970 (29 tuổi)  | 52      | Chunnam Dragons         |
| 8  | TV | Yoon Jung-Hwan    | 16 tháng 2, 1973 (27 tuổi)  | 29      | Cerezo Osaka            |
| 9  | TĐ | Seol Ki-Hyeon     | 8 tháng 1, 1979 (21 tuổi)   | 10      | Royal Antwerp           |
| 10 | TV | Noh Jung-Yoon     | 28 tháng 3, 1971 (29 tuổi)  | 39      | Cerezo Osaka            |
| 11 | TĐ | Lee Dong-Gook     | 29 tháng 4, 1979 (21 tuổi)  | 13      | Pohang Steelers         |
| 12 | TV | Lee Young-Pyo     | 23 tháng 4, 1977 (23 tuổi)  | 16      | Anyang LG Cheetahs      |
| 15 | HV | Lee Min-Sung      | 23 tháng 6, 1973 (27 tuổi)  | 39      | Suwon Samsung Bluewings |
| 16 | TV | Kim Sang-Sik      | 17 tháng 12, 1976 (23 tuổi) | 7       | Seongnam Ilhwa Chunma   |
| 17 | HV | Choi Sung-Yong    | 25 tháng 12, 1975 (24 tuổi) | 45      | Vissel Kobe             |
| 18 | TM | Kim Yong-Dae      | 11 tháng 10, 1979 (21 tuổi) | 8       | Yonsei University       |
| 20 | HV | Hong Myung-Bo (c) | 12 tháng 2, 1969 (31 tuổi)  | 108     | Kashiwa Reysol          |
| 21 | TM | Kim Hae-Woon      | 25 tháng 12, 1973 (26 tuổi) | 0       | Seongnam Ilhwa Chunma   |
| 23 | TV | Park Ji-Sung      | 25 tháng 2, 1981 (19 tuổi)  | 9       | Kyoto Purple Sanga      |
| 24 | HV | Park Jae-hong     | 10 tháng 11, 1978 (21 tuổi) | 9       | Myongji University      |
| 28 | TĐ | Choi Chul-Woo     | 30 tháng 11, 1977 (22 tuổi) | 7       | Ulsan Hyundai Horangi   |
| 30 | HV | Sim Jae-Won       | 11 tháng 3, 1977 (23 tuổi)  | 10      | Busan I'Cons            |

## Bảng C

### Nhật Bản
Huấn luyện viên:  Philippe Troussier
| Số | Vt | Cầu thủ              | Ngày sinh (tuổi)            | Số trận | Câu lạc bộ            |
| -- | -- | -------------------- | --------------------------- | ------- | --------------------- |
| 1  | TM | Yoshikatsu Kawaguchi | 15 tháng 8, 1975 (25 tuổi)  |         | Yokohama F. Marinos   |
| 3  | HV | Naoki Matsuda        | 14 tháng 3, 1977 (23 tuổi)  |         | Yokohama F. Marinos   |
| 4  | HV | Ryuzo Morioka (c)    | 7 tháng 10, 1975 (25 tuổi)  |         | Shimizu S-Pulse       |
| 6  | HV | Toshihiro Hattori    | 23 tháng 9, 1973 (27 tuổi)  |         | Jubilo Iwata          |
| 8  | TV | Shigeyoshi Mochizuki | 9 tháng 7, 1973 (27 tuổi)   |         | Kyoto Purple Sanga    |
| 9  | TĐ | Akinori Nishizawa    | 18 tháng 6, 1976 (24 tuổi)  |         | Cerezo Osaka          |
| 10 | TV | Hiroshi Nanami       | 28 tháng 11, 1972 (27 tuổi) |         | F.B.C. Unione Venezia |
| 11 | TV | Atsuhiro Miura       | 24 tháng 6, 1974 (26 tuổi)  |         | Yokohama F. Marinos   |
| 12 | TV | Hiroaki Morishima    | 30 tháng 4, 1972 (28 tuổi)  |         | Cerezo Osaka          |
| 13 | TĐ | Atsushi Yanagisawa   | 27 tháng 5, 1977 (23 tuổi)  |         | Kashima Antlers       |
| 14 | TV | Shunsuke Nakamura    | 24 tháng 6, 1978 (22 tuổi)  |         | Yokohama F. Marinos   |
| 15 | TV | Daisuke Oku          | 7 tháng 2, 1976 (24 tuổi)   |         | Jubilo Iwata          |
| 17 | TV | Junichi Inamoto      | 18 tháng 9, 1979 (21 tuổi)  |         | Gamba Osaka           |
| 19 | TĐ | Tatsuhiko Kubo       | 18 tháng 6, 1976 (24 tuổi)  |         | Sanfrecce Hiroshima   |
| 20 | TM | Daijiro Takakuwa     | 10 tháng 8, 1973 (27 tuổi)  |         | Kashima Antlers       |
| 21 | TM | Takashi Shimoda      | 28 tháng 11, 1975 (24 tuổi) |         | Sanfrecce Hiroshima   |
| 22 | HV | Yuji Nakazawa        | 25 tháng 2, 1978 (22 tuổi)  |         | Verdy Kawasaki        |
| 24 | TV | Tomokazu Myojin      | 24 tháng 1, 1978 (22 tuổi)  |         | Kashiwa Reysol        |
| 26 | HV | Keiji Kaimoto        | 26 tháng 11, 1972 (27 tuổi) |         | Vissel Kobe           |
| 27 | TĐ | Hideaki Kitajima     | 23 tháng 5, 1978 (22 tuổi)  |         | Kashiwa Reysol        |
| 29 | TĐ | Naohiro Takahara     | 4 tháng 6, 1979 (21 tuổi)   |         | Jubilo Iwata          |
| 30 | TV | Shinji Ono           | 27 tháng 9, 1979 (21 tuổi)  |         | Urawa Reds            |

### Qatar
Huấn luyện viên:  Džemal Hadžiabdić
| Số | Vt | Cầu thủ                 | Ngày sinh (tuổi)            | Số trận | Câu lạc bộ        |
| -- | -- | ----------------------- | --------------------------- | ------- | ----------------- |
| 1  | TM | Amer Al Kaabi           | 1 tháng 3, 1971 (29 tuổi)   |         | Al Ittihad        |
| 4  | HV | Saoud Fath              | 16 tháng 8, 1980 (20 tuổi)  |         | Al Itthihad       |
| 5  | TV | Abdulnasser Al Obaidly  | 2 tháng 10, 1972 (28 tuổi)  |         | Al Sadd           |
| 6  | TĐ | Dahi Saad Al Naemi      | 5 tháng 9, 1978 (22 tuổi)   |         | Al Sadd           |
| 7  | TĐ | Abdullah Al Ishaq       | 7 tháng 12, 1976 (23 tuổi)  |         | Al Ahli           |
| 8  | HV | Saad Al-Shammari        | 6 tháng 8, 1980 (20 tuổi)   |         | Al Ittihad        |
| 9  | TĐ | Mohammed Salem Al Enazi | 22 tháng 11, 1976 (23 tuổi) |         | Yimpaş Yozgatspor |
| 10 | TV | Fahad Al Kuwari         | 18 tháng 8, 1973 (27 tuổi)  |         | Al Sadd           |
| 11 | TĐ | Adel Al Mulla           | 7 tháng 12, 1970 (29 tuổi)  |         | Al Rayyan         |
| 12 | HV | Ahmed Khalid Salih      |                             |         |                   |
| 13 | TV | Raed Yaquoub            | 15 tháng 10, 1974 (25 tuổi) |         | Al Rayyan         |
| 14 | TV | Abdulaziz Hassan        | 27 tháng 2, 1973 (27 tuổi)  |         | Qatar SC          |
| 15 | HV | Yousef Adam             | 12 tháng 9, 1972 (28 tuổi)  |         | Al Ittihad        |
| 16 | TĐ | Mohammed Gholam         | 8 tháng 11, 1980 (19 tuổi)  |         | Qatar SC          |
| 17 | TV | Jassim Al Tamini        | 14 tháng 2, 1971 (29 tuổi)  |         | Al Sadd           |
| 18 | TV | Yasser Nazmi            | 23 tháng 9, 1973 (27 tuổi)  |         | Qatar SC          |
| 19 | TV | Abdul Rahman Mahmoud    | 27 tháng 12, 1976 (23 tuổi) |         |                   |
| 21 | TM | Hussain Al-Romaihi      | 12 tháng 9, 1974 (26 tuổi)  |         | Qatar SC          |
| 23 | TV | Adel Jadou              | 13 tháng 9, 1981 (19 tuổi)  |         | Al Sadd           |
| 25 | TĐ | Waleed Hamzah           | 7 tháng 9, 1982 (18 tuổi)   |         | Al Arabi          |
| 26 | TM | Salman A. Al-Ansari     | 13 tháng 6, 1983 (17 tuổi)  |         | Al Rayyan         |
| 27 | HV | Meshal Mubarak Budawood | 25 tháng 2, 1982 (18 tuổi)  |         | Qatar SC          |

### Ả Rập Xê Út
Huấn luyện viên:  Milan Máčala and  Nasser Al-Johar
| Số | Vt | Cầu thủ                   | Ngày sinh (tuổi)            | Số trận | Câu lạc bộ              |
| -- | -- | ------------------------- | --------------------------- | ------- | ----------------------- |
| 1  | TM | Mohammed Al-Deayea        | 2 tháng 8, 1972 (28 tuổi)   |         | Al-Hilal                |
| 2  | HV | Mohammed Shliya Al-Jahani | 28 tháng 9, 1974 (26 tuổi)  |         | Al-Ahli                 |
| 3  | HV | Mohammed Al-Khilaiwi      | 21 tháng 8, 1971 (29 tuổi)  |         | Al-Ittihad              |
| 4  | HV | Abdullah Zubromawi        | 15 tháng 11, 1973 (26 tuổi) |         | Al-Ahli                 |
| 5  | TĐ | Tariq Al-Muwallid         | 20 tháng 7, 1980 (20 tuổi)  |         | Al-Ittihad              |
| 6  | TV | Omar Al-Ghamdi            | 11 tháng 4, 1979 (21 tuổi)  |         | Al-Hilal                |
| 8  | TV | Mohammed Noor             | 26 tháng 2, 1978 (22 tuổi)  |         | Al-Ittihad              |
| 9  | TĐ | Sami Al-Jaber             | 11 tháng 12, 1972 (27 tuổi) |         | Wolverhampton Wanderers |
| 11 | TĐ | Obeid Al-Dossary          | 2 tháng 10, 1975 (25 tuổi)  |         | Al-Ahli                 |
| 12 | HV | Ahmed Dokhi               | 25 tháng 10, 1976 (23 tuổi) |         | Al-Hilal                |
| 13 | HV | Saleh Al-Saqri            | 23 tháng 1, 1979 (21 tuổi)  |         | Al-Ittihad              |
| 14 | TĐ | Marzouk Al-Otaibi         | 7 tháng 11, 1975 (24 tuổi)  |         | Al-Ittihad              |
| 16 | HV | Fouzi Al-Shehri           | 15 tháng 5, 1980 (20 tuổi)  |         | Al-Ahli                 |
| 17 | TV | Abdullah Al-Waked         | 29 tháng 9, 1975 (25 tuổi)  |         | Al-Shabab               |
| 18 | TV | Nawaf Al-Temyat           | 28 tháng 6, 1976 (24 tuổi)  |         | Al-Hilal                |
| 19 | TĐ | Hamzah Idris              | 8 tháng 10, 1972 (28 tuổi)  |         | Al-Ittihad              |
| 20 | TV | Mohammad Al-Shalhoub      | 8 tháng 12, 1980 (19 tuổi)  |         | Al-Hilal                |
| 21 | TM | Tisir Al-Antaif           | 16 tháng 2, 1974 (26 tuổi)  |         | Al-Ahli                 |
| 22 | TM | Mohammed Al-Khojali       | 15 tháng 1, 1973 (27 tuổi)  |         | Al-Nassr                |
| 23 | TV | Ahmad Khaleel             | 29 tháng 7, 1970 (30 tuổi)  |         | Al-Riyadh               |
| 28 | TĐ | Abdullah Jumaan Al-Dosari | 10 tháng 11, 1977 (22 tuổi) |         | Al-Hilal                |
| 29 | TĐ | Talal Al-Meshal           | 7 tháng 6, 1978 (22 tuổi)   |         | Al-Ahli                 |

### Uzbekistan
Huấn luyện viên:  Yuri Sarkisyan
| Số | Vt | Cầu thủ                  | Ngày sinh (tuổi)            | Số trận | Câu lạc bộ         |
| -- | -- | ------------------------ | --------------------------- | ------- | ------------------ |
| 1  | TM | Pavel Bugalo             | 21 tháng 8, 1974 (26 tuổi)  |         | Alania Vladikavkaz |
| 2  | HV | Bakhtier Ashurmatov      | 25 tháng 3, 1976 (24 tuổi)  |         | Pakhtakor          |
| 3  | HV | Andrei Fyodorov          | 19 tháng 4, 1971 (29 tuổi)  |         | Rubin Kazan        |
| 4  | TV | Mirdzhalal Kasymov       | 17 tháng 9, 1970 (30 tuổi)  |         | Kryliya Sovetov    |
| 5  | HV | Sergey Lushan            | 14 tháng 6, 1973 (27 tuổi)  |         | Rostselmash Rostov |
| 7  | TV | Otabek Shamuradov        | 21 tháng 7, 1974 (26 tuổi)  |         | Neftchi Farg'ona   |
| 8  | TV | Nikolay Shirshov         | 22 tháng 6, 1974 (26 tuổi)  |         | Rostselmash Rostov |
| 9  | TV | Mukhtar Kurbanov         | 26 tháng 1, 1975 (25 tuổi)  |         | Pakhtakor Tashkent |
| 10 | TĐ | Maksim Shatskikh         | 30 tháng 8, 1978 (22 tuổi)  |         | Dynamo Kiev        |
| 11 | TĐ | Andrei Akopyants         | 27 tháng 8, 1977 (23 tuổi)  |         | Rostselmash Rostov |
| 12 | HV | Davranjon Faiziev        | 14 tháng 1, 1976 (24 tuổi)  |         | CSKA Moscow        |
| 14 | HV | Abdimajit Tairov         | 5 tháng 8, 1974 (26 tuổi)   |         | Neftchi Farg'ona   |
| 15 | TV | Sergey Lebedev           | 31 tháng 1, 1969 (31 tuổi)  |         | Neftchi Farg'ona   |
| 16 | TM | Nariman Osmanov          | 17 tháng 10, 1977 (22 tuổi) |         | Temiryulchi Kokand |
| 17 | HV | Fevzi Davletov           | 20 tháng 9, 1972 (28 tuổi)  |         | Dustlik Tashkent   |
| 18 | TV | Alexander Khvostunov     | 9 tháng 1, 1974 (26 tuổi)   |         | Kryliya Sovetov    |
| 20 | TM | Georgiy Zabirov          | 1 tháng 6, 1974 (26 tuổi)   |         | Neftchi Farg'ona   |
| 23 | TĐ | Nagmetulla Kutibayev     | 28 tháng 9, 1973 (27 tuổi)  |         | Turon Nukus        |
| 24 | TĐ | Umid Isogov              | 22 tháng 12, 1978 (21 tuổi) |         | Neftchi Farg'ona   |
| 25 | TĐ | Rustam Durmonov          | 28 tháng 1, 1969 (31 tuổi)  |         | Neftchi Farg'ona   |
| 26 | TĐ | Igor Shkvirin            | 29 tháng 4, 1963 (37 tuổi)  |         | Pakhtakor          |
| 27 | TV | Shukhratjon Rakhmonqulov | 19 tháng 4, 1971 (29 tuổi)  |         | Navbahor Namangan  |